# 알제리 공산당
알제리 공산당(프랑스어: Parti Communiste Algérien, PCA)은 1936년에 설립된 알제리의 공산당이다. 1936년부터 알제리 독립운동을 주도했으며, 알제리 전쟁에 참여하여 주도적 역할을 했다. 그러나 알제리 독립 이후 집권당이 된 국민전선이 1965년에 공산당 금지법을 공표하면서 강제 해산되었다.

## 같이 보기
- 코민테른
- 프랑스 공산당